# 北海道道209号滑若新冠停車場線
北海道道209号滑若新冠停車場線（ほっかいどうどう209ごう なめわっかにいかっぷていしゃじょうせん）は、北海道新冠郡新冠町内を通る一般道道（北海道道）である。

## 概要
朝日地区の北海道道1026号新冠平取線交差点から高江地区の国道235号交差点までの区間は「サラブレッド銀座」の別名がある。

### 路線データ
- 起点：北海道新冠郡新冠町字若園（北海道道71号平取静内線交点）
- 終点：北海道新冠郡新冠町字本町（旧JR北海道 日高本線 新冠駅跡）
- 総延長：18.8 km

## 歴史
- 1954年（昭和29年）3月30日 - 72号として路線認定[1]。
- 1994年（平成6年）10月1日 - 路線番号を209号に変更[2]。
- 1997年（平成9年）12月12日 - ルート変更。（旧道は町道に）

## 路線状況

### 重複区間
- 新冠町字緑丘 - 新冠町字朝日（北海道道1026号新冠平取線）
- 新冠町字高江 - 新冠町字北星町（国道235号）

### 道路施設
新冠町
- サラブレッド銀座駐車公園 - 高江

## 地理

### 通過する自治体
- 日高振興局
  - 新冠郡新冠町

### 主な接続道路
新冠町
- 北海道道71号平取静内線 - 若園（起点）
- 北海道道1026号新冠平取線 - 緑丘、朝日（重複）
- 国道235号 - 高江、北星町（重複）

### 沿線にある施設など
新冠町
- 新冠町立朝日小学校 - 朝日295-4
- 優駿メモリアルパーク - 朝日276-3
- 新冠町立新冠小学校 - 中央町20-1